# Novicum
Novicum is een historisch merk van motorfietsen.
Tsjechisch merk dat van 1904 tot 1908 in Praag-Smichov werd geproduceerd. Men paste 1½- tot 3¾ pk blokken van Fafnir, Minerva en andere fabrikanten toe. In deze tijd lag Praag nog in het Oostenrijk-Hongaarse Keizerrijk. De motorfietsen werden waarschijnlijk ook onder de naam Noricum verkocht.